# Paradoxo da tolerância

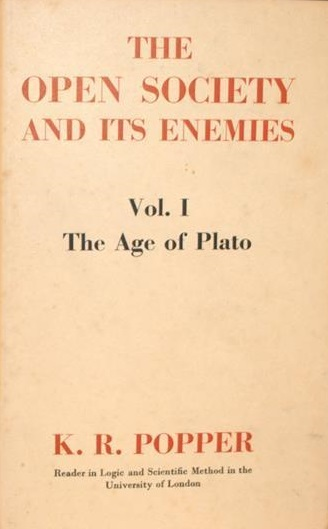
The Open Society and Its Enemies, de Karl Popper, publicado em 1945.

O Paradoxo da tolerância é um dos três paradoxos apontados pelo filósofo da ciência Karl Popper em seu livro The Open Society and Its Enemies. O paradoxo trata da ideia de que, no ambiente social, a tolerância ilimitada leva ao desaparecimento da tolerância. Popper enfatiza, no entanto, que enquanto as ideias intolerantes puderem ser confrontadas por argumentos racionais devemos permitir sua livre expressão, podendo a censura ser usada quando tais ideias deixam a racionalidade de lado e tentam se impor por meio de "punhos ou pistolas". Outros dois paradoxos apresentados no livro são o paradoxo da liberdade e o paradoxo da democracia.

## Paradoxo
O filósofo Karl Popper definiu o 'paradoxo da tolerância' em 1945 no volume 1 do livroThe Open Society and Its Enemies:
"A tolerância ilimitada leva ao desaparecimento da tolerância. Se estendermos a tolerância ilimitada mesmo aos intolerantes, e se não estivermos preparados para defender a sociedade tolerante do assalto da intolerância, então, os tolerantes serão destruídos e a tolerância com eles. —Nessa formulação, não insinuo, por exemplo, que devamos sempre suprimir a expressão de filosofias intolerantes; desde que possamos combatê-las com argumentos racionais e mantê-las em xeque frente à opinião pública, suprimi-las seria, certamente, imprudente. Mas devemos-nos reservar o direito de suprimi-las, se necessário, mesmo que pela força; pode ser que eles não estejam preparados para nos encontrar nos níveis dos argumentos racionais, ao começar por criticar todos os argumentos e proibindo seus seguidores de ouvir argumentos racionais, porque são enganadores, e ensiná-los a responder aos argumentos com punhos ou pistolas. Devemos-nos, então, reservar, em nome da tolerância, o direito de não tolerar o intolerante. Devemos exigir que qualquer movimento que pregue a intolerância fique à margem da lei e que qualquer incitação à intolerância e perseguição seja considerada criminosa, da mesma forma que no caso de incitação ao homicídio, sequestro de crianças ou revivescência do tráfico de escravos".

Ele concluiu que devemos enfrentar a intolerância com argumentos. 
Em 1971, o filósofo John Rawls concluiu todavia, em A Theory of Justice, que uma sociedade justa deve tolerar o intolerante, caso contrário, a sociedade seria então ela própria intolerante, e portanto injusta. Contudo, Rawls também insiste, como Popper, que a sociedade tem um direito razoável de auto-preservação que supera o princípio da tolerância: "ao passo que uma seita intolerante não possui pretexto para reclamar de intolerância, a sua liberdade deve ser restringida em relação aos tolerantes somente quando estes últimos creem que a sua própria segurança e as instituições que preservam a liberdade estão em perigo".
Em um trabalho de 1997, Michael Walzer indagou: "devemos tolerar os intolerantes?". Ele nota que a maioria dos grupos religiosos minoritários que são beneficiários da tolerância, são eles próprios intolerantes, pelo menos em alguns aspectos. Num regime tolerante, estas pessoas podem ter que aprender a tolerar, ou pelo menos comportar-se "como se possuíssem esta virtude".